# Blokhaak (gereedschap)

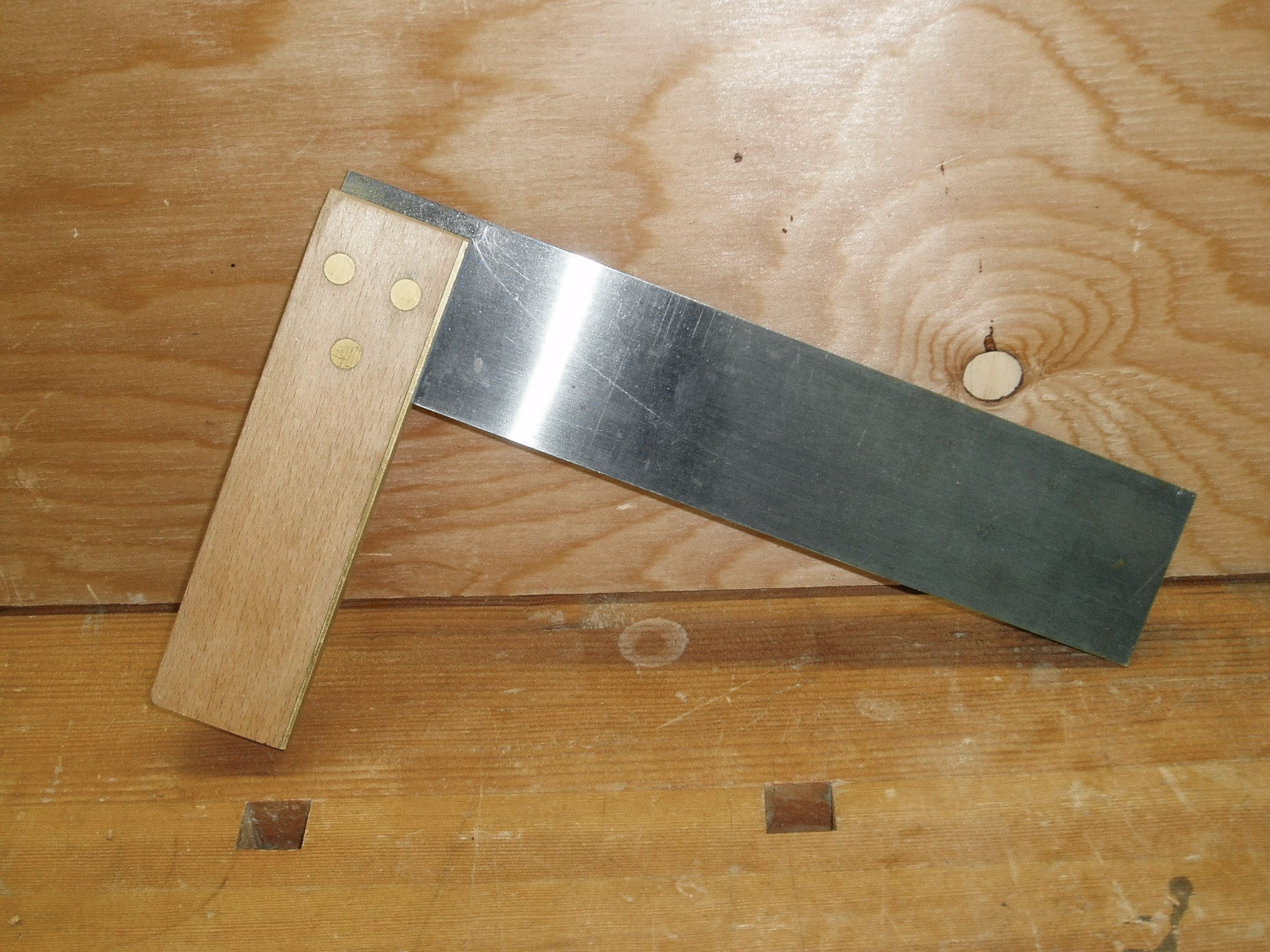
Blokhaak

De blokhaak of blokwinkelhaak is een stuk gereedschap voor het controleren en aftekenen van rechte hoeken.
Een blokhaak bestaat uit een blok en een blad of veer die een haakse hoek (90°) met elkaar maken. In tegenstelling tot de schrijfhaak is het blok op het punt van bevestiging met het blad nooit afgeschuind op 45 graden. Door het ontbreken van een maatverdeling kunnen er geen lengtes mee worden opgemeten. In de metaalbewerking gebruikt men geheel metalen blokwinkelhaken. Aan de hand van de lichtspleet tussen de veer en het materiaal wordt de haaksheid van een hoek gecontroleerd. De inwendige hoek tussen blok en veer is bij de metalen blokhaak vaak voorzien van een kleine uitsparing, hierdoor is het mogelijk ook hoeken op haaksheid te controleren waaraan zich een braam bevindt. In de houtbewerking gebruikt men ook wel blokhaken waarvan het blok van hout is.
Met een blokhout kun je laminaten meten.

## Varianten
Bij een verstekhaak is de veer schuin, en ongeveer in het midden van het blok aangebracht. Het maakt een hoek van 45° en 135° met het blok.
Bij een zweihaak is de veer draaibaar aangebracht, waardoor men variabele hoeken kan instellen.